# H.B. Warner
H.B. Warner, pseudonimo di Henry Byron Lickfold (Londra, 26 ottobre 1876 – Los Angeles, 21 dicembre 1958), è stato un attore britannico.

## Biografia
Interprete di oltre cento film nel periodo muto e in quello sonoro, apparve per la prima volta sullo schermo in un cortometraggio britannico del 1900 che aveva come soggetto Nell Gwyn, attrice del Seicento, amante di Carlo II d'Inghilterra. Negli Stati Uniti, il suo debutto cinematografico fu in Harp of Tara (1914).
Uno dei suoi ruoli più celebri fu quello di Gesù ne Il re dei re (1927) di Cecil B. DeMille. L'attore avrà poi un piccolo ruolo anche ne I dieci comandamenti (1956) del medesimo regista, che sarà la sua ultima interpretazione accreditata.
Dopo l'avvento del sonoro, diventò uno dei più apprezzati caratteristi di Hollywood. Lo si ricorda come il farmacista Gower de La vita è meravigliosa (1946) di Frank Capra, nonché per la rapida apparizione, nella parte di se stesso, in Viale del tramonto (1950) di Billy Wilder, nella scena della partita a carte con Gloria Swanson, Buster Keaton e Anna Q. Nilsson.
L'attore si sposò due volte: la prima nel 1919 fino al 1933 con Rita Stanwood, da cui ebbe due figli, la seconda con F.R. Hamlin.
Morì a Los Angeles il 21 dicembre 1958 per un attacco cardiaco, all'età di 82 anni. Fu sepolto nella Chapel of the Pines Crematory.

## Premi e riconoscimenti
- Fu candidato all'Oscar come migliore attore non protagonista per Orizzonte perduto (1937) di Frank Capra.
- Per il suo contributo all'industria cinematografica, gli fu assegnata una stella nella Hollywood Walk of Fame al 6600 di Hollywood Blvd.

## Filmografia
La filmografia, secondo IMDb, è completa. Quando manca il nome del regista, questo non viene riportato nei titoli
- English Nell - cortometraggio (1900)
- Harp of Tara, regia di Raymond B. West - cortometraggio (1914)
- Il paradiso perduto (The Lost Paradise), regia di J. Searle Dawley (1914)
- The Ghost Breaker, regia di Cecil B. DeMille e Oscar Apfel (1914)
- The Raiders, regia di Charles Swickard (1916)
- Il mendicante (The Beggar of Cawnpore), regia di Charles Swickard (1916)
- The Market of Vain Desire, regia di Reginald Barker (1916)
- Shell 43 (o Shell Forty-Three), regia di Reginald Barker (1916)
- The Vagabond Prince, regia di Charles Giblyn (1916)
- Wrath, regia di Theodore Marston (1917)
- The Seven Deadly Sins, regia di Theodore Marston e Richard Ridgely (1917)
- Il settimo peccato (The Seventh Sin), regia di Theodore Marston (1917)
- God's Man, regia di George Irving (1917)
- Danger Trail, regia di Frederick A. Thomson (1917)
- The Man Who Turned White, regia di Park Frame (1919)
- The Pagan God, regia di Park Frame (1919)
- For a Woman's Honor, regia di Park Frame (1919)
- The Gray Wolf's Ghost, regia di Park Frame e Joseph Franz (1919)
- A Fugitive from Matrimony, regia di Henry King (1919)
- Haunting Shadows, regia di Henry King (1919)
- The White Dove, regia di Henry King (1920)
- Uncharted Channels, regia di Henry King (1920)
- One Hour Before Dawn, regia di Henry King (1920)
- Felix O'Day, regia di Robert Thornby (1920)
- Dice of Destiny, regia di Henry King (1920)
- When We Were 21 o When We Were Twenty-One, regia di Henry King (1921)
- Zazà (Zaza), regia di Allan Dwan (1923)
- Is Love Everything?, regia di Christy Cabanne (1924)
- Diavoli della strada ferrata (Whispering Smith), regia di George Melford (1926)
- Io l'ho ucciso (Silence), regia di Rupert Julian (1926)
- Il re dei re (The King of Kings), regia di Cecil B. DeMille (1927)
- Padre (Sorrell and Son), regia di Herbert Brenon (1927)
- Moglie senza chich (French Dressing), regia di Allan Dwan (1927)
- Man-Made Women, regia di Paul L. Stein (1928)
- Romance of a Rogue, regia di King Baggot (1928)
- The Naughty Duchess, regia di Tom Terriss (1928)
- Conquest, regia di Roy Del Ruth (1928)
- The Doctor's Secret, regia di William C. de Mille (1929)
- Stark Mad, regia di Lloyd Bacon (1929)
- Trafalgar (The Divine Lady), regia di Frank Lloyd (1929)
- The Trial of Mary Dugan, regia di Bayard Veiller (1929)
- The Gamblers, regia di Michael Curtiz (1929)
- The Argyle Case, regia di Howard Bretherton (1929)
- Rivista delle nazioni (The Show of Shows), regia di John G. Adolfi (1929)
- Rosa tigrata (Tiger Rose), regia di George Fitzmaurice (1929)
- La fiamma occulta (Weddings Rings), regia di William Beaudine (1929)
- La dea verde (The Green Goddess), regia di Alfred E. Green (1930)
- The Furies, regia di Alan Crosland (1930)
- The Second Floor Mystery, regia di Roy Del Ruth (1930)
- La seduzione del peccato (Wild Company), regia di Leo McCarey (1930)
- On Your Back, regia di Guthrie McClintic (1930)
- La leggenda di Liliom (Liliom), regia di Frank Borzage (1930)
- Quando l'amore parla (Princess and the Plumber), regia di Alexander Korda e, non accreditato, John G. Blystone (1930)
- A Woman of Experience, regia di Harry Joe Brown (1931)
- The Reckless Hour, regia di John Francis Dillon (1931)
- Five Star Final, regia di Mervyn LeRoy (1931)
- Expensive Women, regia di Hobart Henley (1931)
- Charlie Chan's Chance, regia di John G. Blystone (1932)
- The Menace, regia di Roy William Neill (1932)
- La mia vita per mio figlio (A Woman Commands), regia di Paul L. Stein (1932)
- Cross-Examination, regia di Richard Thorpe (1932)
- Unholy Love, regia di Albert Ray (1932)
- Il figlio del disertore (Tom Brown of Culver), regia di William Wyler (1932)
- The Crusader, regia di Frank R. Strayer (1932)
- The Phantom of Crestwood, regia di J. Walter Ruben (1932)
- Vendetta gialla (The Son-Daughter), regia di Clarence Brown e, non accreditato, Robert Z. Leonard (1932)
- Justice Takes a Holiday, regia di Spencer Gordon Bennet (1933)
- Supernatural, regia di Victor Halperin (1933)
- Jennie (Jennie Gerhardt), regia di Marion Gering (1933)
- Christopher Bean, regia di Sam Wood (1933)
- Padre (Sorrell and Son), regia di Jack Raymond (1934)
- Grand Canary, regia di Irving Cummings (1934)
- Il mistero del ranch (In Old Santa Fe), regia di David Howard e, non accreditato, Joseph Kane (1934)
- La moglie indiana (Behold My Wife), regia di Mitchell Leisen (1934)
- Night Alarm, regia di Spencer Gordon Bennet (1934)
- Born to Gamble, regia di Phil Rosen (1935)
- Le due città (A Tale of Two Cities), regia di Jack Conway (1935)
- La volontà occulta (The Garden Murder Case), regia di Edwin L. Marin (1936)
- Rose of the Rancho, regia di Marion Gering (1936)
- Moonlight Murder, regia di Edwin L. Marin (1936)
- È arrivata la felicità (Mr. Deeds Goes to Town), regia di Frank Capra (1936)
- Blackmailer, regia di Gordon Wiles (1936)
- Along Came Love, regia di Bert Lytell (1936)
- Orizzonte perduto (Lost Horizon), regia di Frank Capra (1937)
- Ultimatum di mezzanotte (Our Fighting Navy), regia di Norman Walker (1937)
- La grande imperatrice (Victoria the Great), regia di Herbert Wilcox (1937)
- La città dell'oro (The Girl of the Golden West), regia di Robert Z. Leonard (1938)
- Uno scozzese alla corte del Gran Kan (The Adventures of Marco Polo), regia di Archie Mayo e, non accreditato, John Cromwell (1938)
- Il vascello maledetto (Kidnapped), regia di Alfred L. Werker e, non accreditato, Otto Preminger (1938)
- Frou Frou (The Toy Wife), regia di Richard Thorpe (1938)
- Bulldog Drummond in Africa, regia di Louis King (1938)
- Army Girl, regia di George Nichols Jr. (1938)
- L'eterna illusione (You Can't Take It with You), regia di Frank Capra (1938)
- Arrest Bulldog Drummond, regia di James P. Hogan (1939)
- Il grande nemico (Let Freedom Ring), regia di Jack Conway (1939)
- La squadra speciale di Bulldog Drummond (Bulldog Drummond's Secret Police), regia di James P. Hogan (1939)
- The Gracie Allen Murder Case, regia di Alfred E. Green (1939)
- Bulldog Drummond's Bride, regia di James P. Hogan (1939)
- La storia di Edith Cavell (Nurse Edith Cavell), regia di Herbert Wilcox (1939)
- La grande pioggia (The Rains Came), regia di Clarence Brown (1939)
- Mr. Smith va a Washington (Mr. Smith Goes to Washington), regia di Frank Capra (1939)
- La guida eroica (The Man from Dakota), regia di Leslie Fenton (1940)
- Luna nuova (New Moon), regia di Robert Z. Leonard e W. S. Van Dyke (1940)
- Bionda in paradiso (Topper Returns), regia di Roy Del Ruth (1941)
- La città delle donne rapite (City of Missing Girls), regia di Elmer Clifton (1941)
- Ellery Queen and the Perfect Crime, regia di James P. Hogan (1941)
- L'oro del demonio (All That Money Can Buy), regia di William Dieterle (1941)
- A sud di Tahiti (South of Tahiti), regia di George Waggner (1941)
- I vendicatori (The Corsican Brothers), regia di Gregory Ratoff (1941)
- La banda Pelletier (Crossroads), regia di Jack Conway (1942)
- I ribelli del Sahara (A Yank in Libya), regia di Albert Herman (1942)
- The Boss of Big Town, regia di Arthur Dreifuss (1942)
- Hitler's Children, regia di Edward Dmytryk e, non accreditato, Irving Reis (1943)
- Women in Bondage, regia di Steve Sekely (1943)
- La spia di Damasco (Action in Arabia), regia di Léonide Moguy (1944)
- Prices Unlimited, regia di Erle C. Kenton - cortometraggio (1944)
- Enemy of Women, regia di Alfred Zeisler (1944)
- Faces in the Fog, regia di John English (1944)
- Rogues Gallery, regia di Albert Herman (1944)
- Captain Tugboat Annie, regia di Phil Rosen (1945)
- Strana personificazione (Strange Impersonation), regia di Anthony Mann (1946)
- Gentleman Joe Palooka, regia di Cy Endfield (1946)
- La vita è meravigliosa (It's a Wonderful Life), regia di Frank Capra (1946)
- Fiore selvaggio (Driftwood), regia di Allan Dwan (1947)
- La muraglia delle tenebre (High Wall), regia di Curtis Bernhardt (1947)
- Canaglia eroica (The Prince of Thieves), regia di Howard Bretherton (1948)
- El Paso, regia di Lewis R. Foster (1949)
- Inferno di fuoco (Hellfire), regia di R.G. Springsteen (1949)
- The Judge Steps Out, regia di Boris Ingster (1949)
- Viale del tramonto (Sunset Blvd.), regia di Billy Wilder (1950)
- La prima legione (The First Legion), regia di Douglas Sirk (1951)
- Savage Drums, regia di William Berke (1951)
- È arrivato lo sposo (Here Comes the Groom), regia di Frank Capra (1951)
- Journey Into Light, regia di Stuart Heisler (1951)
- I dieci comandamenti (The Ten Commandments), regia di Cecil B. DeMille (1956)

### Documentari

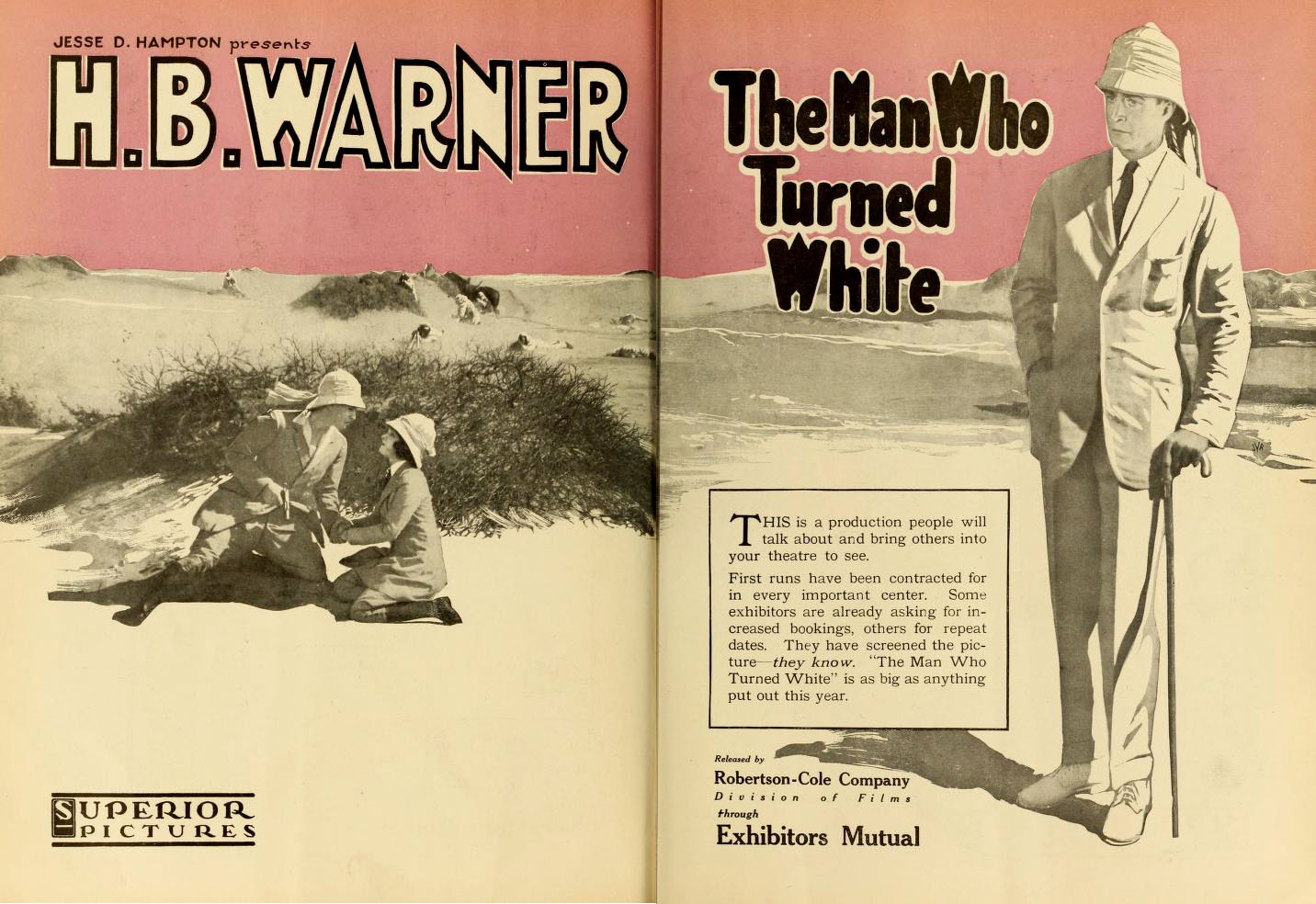

- Screen Snapshots, Series 1, No. 17 - documentario (1921)
- Jesus Christ, Movie Star, regia di Martin Goodsmith - tv (1992)
- The Making of 'Lost Horizon', regia di John Paul Rosas - documentario (1999)

## Doppiatori italiani
- Lauro Gazzolo in Orizzonte perduto, Uno scozzese alla corte del Gran Kan (ridoppiaggio), La vita è meravigliosa
- Mario Corte in Le due città (1º ridoppiaggio)[3], È arrivato lo sposo, I dieci comandamenti
- Corrado Racca in È arrivata la felicità
- Giancarlo Dettori in Bulldog Drummond in Africa (doppiaggio tardivo)
- Giorgio Piazza in Orizzonte perduto (ridoppiaggio)